# ژولت ناگی
ژولت ناگی (انگلیسی: Zsolt Nagy؛ زادهٔ ۲۵ مهٔ ۱۹۹۳) بازیکن فوتبال اهل مجارستان است.
از باشگاه‌هایی که در آن بازی کرده‌است می‌توان به مول فهروار و پوشکاش آکادمیا اشاره کرد.
وی همچنین در تیم ملی فوتبال مجارستان بازی کرده‌است.